# Weinplatz (Zürich)

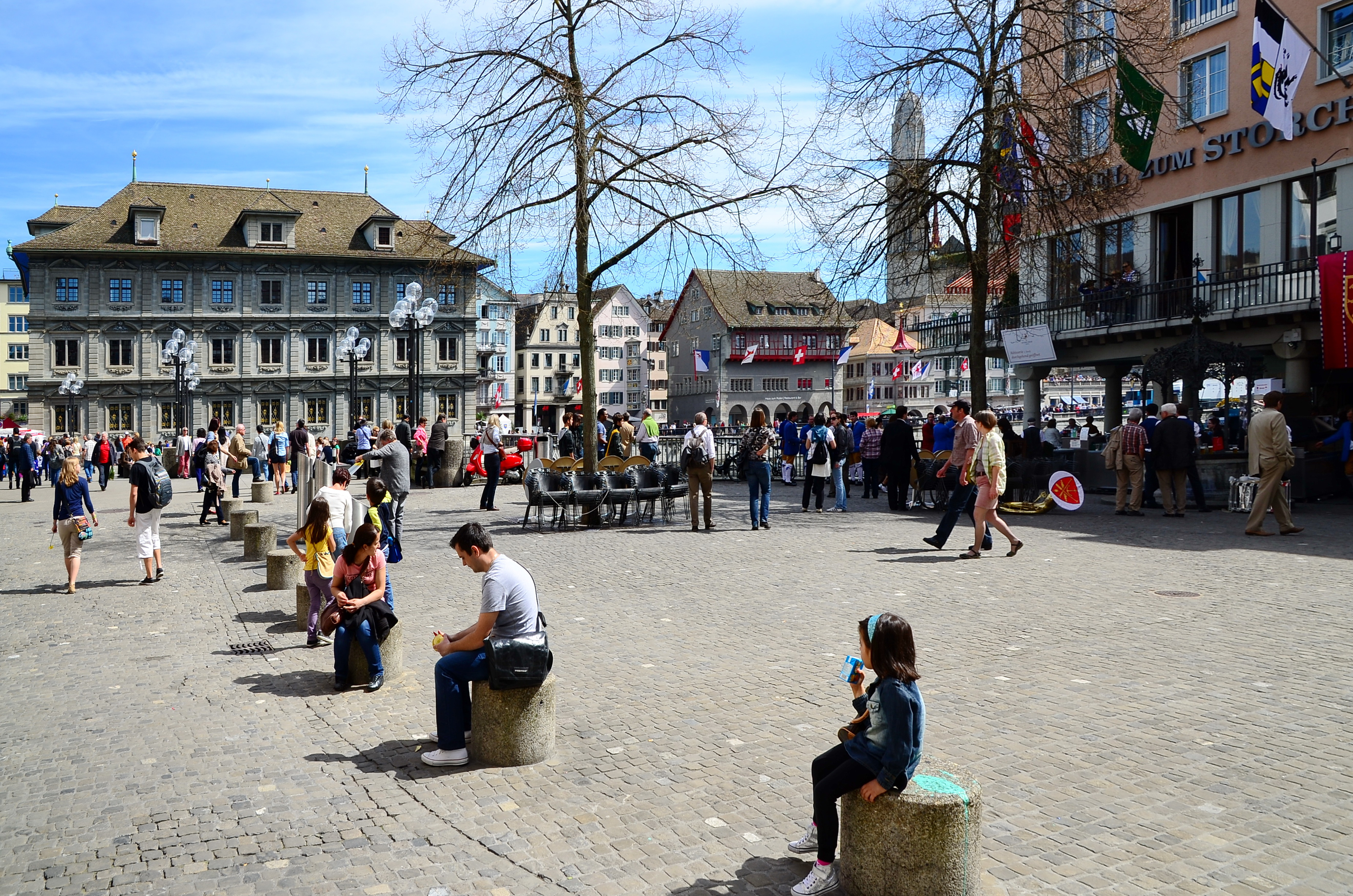
Weinplatz beziehungsweise Rathausbrücke, links das Rathaus, rechts das Hotel Storchen, im Hintergrund das Haus zum Rüden am Limmatquai und die Türme des Grossmünsters

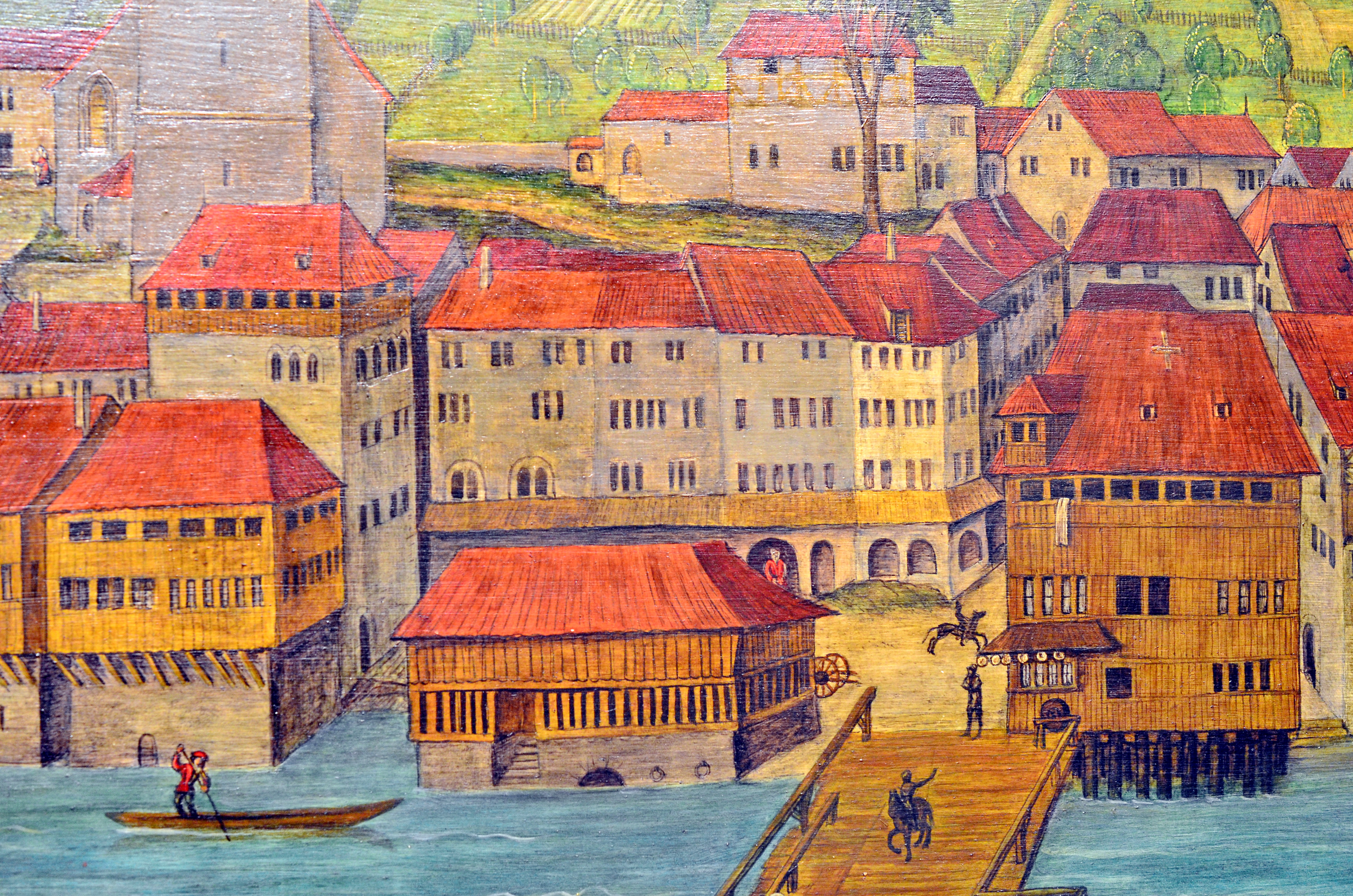
Der Weinplatz am Ende des 15. Jahrhunderts, Darstellung auf einem Altarbild von Hans Leu dem Älteren

Der Weinplatz in Zürich liegt im Lindenhof-Quartier in der Altstadt an der Limmat. Nördlich des Platzes befindet sich die Schipfe, im Osten geht der Platz in die breite Rathausbrücke über.

## Geschichte
Um 1610 wurde der heutige Weinplatz Hofstatt vor der niederen Brugg, später Hofstatt vor dem rothen Turm, dem einstigen Turmbau der Grafen von Rapperswil genannt, und ab 1636 der alte Kornhausplatz, nach dem Standort des damaligen Kornhauses. Nach dessen Abbruch 1630 fand hier der öffentliche Markt für einheimische Weine statt, so dass er zum Weinplatz wurde und diesen Namen auch nach der Verlegung des Marktes behielt.
In der Thermengasse beim heutigen Weinplatz, dem antiken Hafenquartier an der Limmat, wurden 1983/1984 Überreste zweier öffentlicher Bäder (Thermen) des römischen Vicus’ Turicum entdeckt.